# Kovács Gyula (jogász)
Hamvai Kovács Gyula (Veszprém, 1855. január 25. – Budapest, 1928. december 14.) jogi doktor, belügyminiszteri titkár.

## Élete
Kovács Gábor kincstári ügyész és birtokos és Veinekker Erzsébet fia. Apját tízéves korában elvesztvén, anyja gondjai alatt nevelkedett. A gimnáziumot szülővárosában és Szombathelyen végezte, a jogot Győrött és Budapesten, ahol megszerezte a jogi doktori oklevelet. 1878-tól a veszprémi királyi törvényszéknél volt joggyakorlaton. 1880-ban a magyar királyi belügyminisztériumba lépett, ahol 1892-től titkár és 1893. május 1-től az árvaügyi közigazgatási osztálynak vezetője volt.

## Művei
- Eljárás a hagyatéki ügyekben az 1894. XVI. törvényczikk és az annak folytán kibocsátott rendeletek alapján. Bpest, 1896. (A törvényszakaszok és a hozzátartozó rendeleteknek tárgy szerint összeállítása s magyarázata.)